# ¡Vivan los niños!
 (novembre 2016).
Si vous disposez d'ouvrages ou d'articles de référence ou si vous connaissez des sites web de qualité traitant du thème abordé ici, merci de compléter l'article en donnant les références utiles à sa vérifiabilité et en les liant à la section « Notes et références ».
Cómplices al rescate De pocas, pocas pulgas
¡Vivan los niños! est une telenovela infantile mexicaine diffusée en 2002 sur Canal de las Estrellas.

## Synopsis
À l'école « Patria Unida », le jour de la rentrée des classes, une nouvelle enseignante nommée Guadalupe Gomez est affectée à un groupe d'élèves de deuxième année. Elle est non seulement très belle mais aussi très gentille et sympathique avec ses élèves. Elle est entrée dans cette école sur la recommandation du concierge de l'école, Don Joaquin qui a un petit-fils Jorge, également étudiant à l'école. Elle a obtenu son diplôme récemment et ce groupe d'élèves est le premier avec lequel elle va travailler toute l'année. Elle a dû quitter sa ville natale pour venir enseigner en ville. Son père s'appelle Felipe. Lupita entretient avec les jeunes une relation plus étroite qu'habituellement entre maître et élèves. Cette relation va se transformer en amitié.

## Distribution
- Andrea Legarreta : Lupita Gómez
- Eduardo Capetillo : Emiliano Leal
- Miguel de León : Alonso Gallardo ;
- Joaquín Cordero : Joaquín Castillo ;
- Ignacio López Tarso : Ignacio Robles ;
- Raquel Olmedo : la directrice, Alarica Caradura ;
- Renata Flores : Segismunda Verrugita/Rosamunda Cocoshka ;
- Manuel Saval : Fernando Molina
- Rebeca Mankita : Paola de Molina ;
- Isabel Martínez "La Tarabilla" : Francisca, dite Pancha ;
- Raúl Padilla "Chóforo" : Felipe Gómez ;
- Miguel Galván : Primitivo Batalla ;
- Adriana Acosta : Graciela de Batalla, dite Chela ;
- Alejandro Ruiz : Julián Castillo ;
- Zaide Silvia Gutiérrez : Estela de Castillo ;
- Nicky Mondellini : Sofía de Luna ;
- Eduardo Rodríguez : Gerardo Luna ;
- Daniela Aedo : Marisol Luna ;
- Natalia Juárez : Simoneta Molina ;
- Valentina Cuenca : Citlali Castillo ;
- Christian Stanley : Ángel Bueno Piña ;
- Andrés Márquez : Lucas Batalla ;
- Ana Paulina Cáceres : Polita Valle de la Rionda ;
- Nicole Durazo : Brisa Bravo ;
- Juan de Dios Martín : Damián Bravo ;
- Kevin Hung : Yuyi Wong ;
- Óscar Alberto López : Diego Loyola Iturralde ;
- Brayam Alejandro : Guillermo Sánchez Palacios, dit Memo ;
- Valeria López : Wendy Anderson ;
- Raúl Sebastián : Santiago Valderrama ;
- Rafael Banquells Jr. : Othon Valle de la Rionda ;
- Juan Ignacio Aranda : Ricardo Ricardi ;
- Susan Vohn : Greta de Ricardi ;
- Jaime Garza : Juan Sánchez/Joanina Dulcinea ;
- Esther Rinaldi : Micaela Palacios de Sánchez ;
- Danna Paola : Estrella Herrera ;
- Yolanda Ventura : Dolores Herrera ;
- David Ostrosky : Dr Bernardo Arias ;
- Beatriz Sheridan : Inspecteur Severina Estudillo ;
- Manuel "El Loco" Valdés : Polidoro ;
- Yuri : Regina Noriega ;
- Héctor Sáez : Dr Elpidio ;
- Dacia Gonzále : Perpetua ;
- Jorge de Silva : Horacio ;
- Karla Álvarez : Jacinta Durán ;
- Roberto Palazuelos : Pantaleón Rendón ;
- Andrea Lagunes : Miranda Gallardo Noriega ;
- Anadela Losada : Carolina Muñiz ;
- Anastasia Acosta : Dalia ;
- Vielka Valenzuela : Valeria ;
- Jacqueline Arroyo : Thelma ;
- Aurora Molina : Eduviges ;
- Norma Lazareno : Adelina ;
- Elizabeth Dupeyrón : Fabiola Vda. de Robles ;
- Alejandra Procuna : Diamantina Robles ;
- Silvia Caos : Doña Porfiria Palacios ;
- Julio Vega : Garrido ;
- Guillermo Rivas : Eladio ;
- Violeta Isfel : Florencia Paz Ferrer ;
- Rosita Pelayo : Artemisa ;
- Zully Keith : Nina ;
- Martin Lazareno: Rubén ;
- Ricardo Chávez : Uriel ;
- Adalberto Martínez "Resortes" : un vagabond ;
- Julio Monterde : le Père Domingo ;
- Jacqueline Voltaire : le directeur de ballet ;
- Lorena Velázquez : Donatella ;
- Rafael del Villar : Mari Dolores ;
- Lalo "El Mimo" : Mustafa ;
- Mario Carballido : Bruno ;
- Humberto Elizondo : Juez Mazagatos ;
- Maria Luisa Alcala : la gouvernante de M. Alatriste ;
- Juan Carlos Serrán : Pietro Mortadello ;
- María Rubio : Madame Arredondo ;
- Julio Camejo : un scientifique ;
- René Casados : M. Cuéllar ;
- Jorge Van Rankin : Zopenko Karambasoft ;
- Jacqueline Bracamontes : les trésors de fées ;
- Claudia Ortega : Brigida ;
- Juan Carlos Casasola : Secundino ;
- Juan Ferrara : Mauricio Borbolla ;
- Katie Barberi : Dorina ;
- Juan Peláez : Lic. Arredondo ;
- Verónica Macías : Secrétaire Lic. Arredondo ;
- Lisette Morelos : Adriana Espinoza ;
- Raúl Magaña : Fabián Espinoza ;
- Aarón Hernán : Notario Sotomayor ;
- Marisol Mijares : Ines ;
- Amparo Garrido : Doña Luz ;
- Teo Tapia : Gerente Cardenas ;
- Claudio Báez : Evaristo Leal ;
- Lupita Lara : Cayetana Rubio de Leal ;
- Alejandro Ibarra : Octavio ;
- Anabel Gutiérrez : Pordiosera ;
- Juan Verduzco : Juez Tirado ;
- Archie Lafranco : Dimitri ;
- Jorge "Maromero" Páez : lui-même.